# Tabanus pendleburyi
Tabanus pendleburyi är en tvåvingeart som beskrevs av Philip 1960. Tabanus pendleburyi ingår i släktet Tabanus och familjen bromsar. Inga underarter finns listade i Catalogue of Life.